# Javier Núñez Molano
Javier Núñez Molano (23 de abril de 1983 en Sabadell, España) es un deportista español que compite en natación. Su especialidad son los estilos y el estilo libre.
En la temporada 2007/2008 a las órdenes de Carlos Subirana  consiguió en el Campeonato de España Open de primavera celebrado en Palma de Mallorca la marca mínima para participar en los Juegos Olímpicos de Pekín 2008 en la prueba de 400 estilos, así mismo batiendo el récord de España de esta prueba con un tiempo de 4.16.98.
Participó en los Juegos Olímpicos de Pekín 2008 en las pruebas de 200 m mariposa y 400 m estilos.